# Zomariana
Zomariana là một chi bướm đêm thuộc phân họ Olethreutinae, họ Tortricidae Tortricidae.

## Các loài
- Zomariana carnicolor (Meyrick, 1931)
- Zomariana doxasticana Meyrick, 1881